# Powiat Neunkirchen (Austria)
Powiat Neunkirchen (niem. Bezirk Neunkirchen) – powiat w Austrii, w kraju związkowym Dolna Austria, w rejonie Industrieviertel. Siedziba powiatu znajduje się w mieście Neunkirchen.

## Geografia
Południowa część powiatu od Gloggnitz leży w Alpach Centralnych, w grupie Hochwechsel. Część zachodnia znajduje się w Północnych Alpach Wapiennych, w grupie Rax-Schneeberg-Gruppe.
Powiat Neunkirchen graniczy: na północy i wschodzie z powiatem Wiener Neustadt-Land, na północnym wschodzie z miastem statutarnym Wiener Neustadt, na południu z powiatami Hartberg, Weiz i Mürzzuschlag (licząc od wschodu, wszystkie trzy w Styrii), na zachodzie z powiatem Lilienfeld.

## Podział administracyjny
Powiat podzielony jest na 44 gminy, w tym trzy gminy miejskie (Stadt), 17 gmin targowych (Marktgemeinde) oraz 24 gminy wiejskie (Gemeinde).
| Miasta 1. Gloggnitz (5895) 2. Neunkirchen (12 814) 3. Ternitz (14 693) Gminy targowe 1. Aspang-Markt (1793) 2. Edlitz (900) 3. Grafenbach-St. Valentin (2304) 4. Grimmenstein (1318) 5. Grünbach am Schneeberg (1610) 6. Kirchberg am Wechsel (2494) 7. Mönichkirchen (609) 8. Payerbach (2060) 9. Pitten (2888) 10. Puchberg am Schneeberg (2721) 11. Reichenau an der Rax (2567) 12. Scheiblingkirchen-Thernberg (1952) 13. Schottwien (664) 14. Schwarzau im Gebirge (630) 15. Warth (1548) 16. Wartmannstetten (1600) 17. Wimpassing im Schwarzatale (1624) | Gminy 1. Altendorf (363) 2. Aspangberg-St. Peter (1906) 3. Breitenau (1566) 4. Breitenstein (298) 5. Buchbach (353) 6. Bürg-Vöstenhof (157) 7. Enzenreith (1978) 8. Feistritz am Wechsel (1031) 9. Höflein an der Hohen Wand (890) 10. Natschbach-Loipersbach (1733) 11. Otterthal (554) 12. Prigglitz (433) 13. Raach am Hochgebirge (325) 14. Schrattenbach (401) 15. Schwarzau am Steinfeld (2139) 16. Seebenstein (1503) 17. Semmering (635) 18. St. Corona am Wechsel (388) 19. St. Egyden am Steinfeld (2196) 20. Thomasberg (1241) 21. Trattenbach (523) 22. Willendorf (975) 23. Würflach (1646) 24. Zöbern (1387) |
| (stan liczby mieszkańców 1 stycznia 2023) | |

## Transport
Przez teren powiatu przechodzą: autostrada południowa, droga ekspresowa S6 (Semmering Schnellstraße), drogi krajowe B17 (Wiener Neustädter Straße), B26 (Puchberger Straße), B27 (Höllental Straße), B54 (Wechsel Straße) i B55 (Kirchschlager Straße).
Najważniejszymi liniami kolejowymi są linie Wiedeń - Graz i Wiedeń - Szombathely.